# IC 163
IC 163 — галактика типу SBdm (карликова спіральна витягнута галактика) у сузір'ї Овен.
Цей об'єкт міститься в оригінальній редакції індексного каталогу.